# Nin siu yat gei
Nin siu yat gei (年少日記), comercialitzada internacionalment com Time Still Turns the Pages, és una pel·lícula dramàtica de Hong Kong de 2023 dirigida per Nick Cheuk i produïda per Derek Yee, Cheuk també va escriure la història i coeditar la pel·lícula. La pel·lícula és protagonitzada per Siuyea Lo i Ronald Cheng en papers principals, amb Lo interpretant un professor de secundària que recorda els abusos i el trauma de la seva infància mentre ajudava a un estudiant suïcida.
La pel·lícula es va estrenar al Festival Internacional de Cinema de Xangai l'11 de juny de 2023. També va obrir el Festival de cinema asiàtic de Hong Kong el 13 d'octubre de 2023, abans de ser estrenada a les sales el 16 de novembre. La pel·lícula va rebre cinc i dotze nominacions respectivament als 60ns Premis Cavall d'Or i 42ns Premis de Cinema de Hong Kong.

## Repartiment
- Siuyea Lo com el Sr. Cheng / Cheng Yau-chun: un professor de secundària traumatitzat que va créixer en una llar estricta amb una pressió acadèmica aclaparadora.[1]
  - Curtis Ho i Yukki Tai com a versions més joves de Cheng Yau Chun[2]
- Ronald Cheng com a Cheng Chi-hung: un advocat superior i un pare sever i abusador.[3]
- Sean Wong com a Eli Cheng Yau-kit: un escolar incompetent acadèmicament d'una família estricta de classe mitjana-alta.[4]
- Rosa Maria Velasco com a Heidi Cheng: la mare patida dels germans Cheng del seu marit abusiu.[4]
- Hanna Chan com a Sherry Lam: actriu de veu i dona del Sr. Cheng.[4]
  - Nancy Kwai com a versió més jove de Sherry[2]
- Henick Chou com a Vincent: un estudiant amb discapacitat auditiva assetjat a l'escola.[4]
- Sabrina Ng com a Wong Ka-Yee: el monitor de la classe del Sr. Cheng.[2]

També apareixen a la pel·lícula Rachel Leung com a Zoey, la secretària de Cheng Chi-hung; Luna Shaw com la germana Ha, una treballadora social; Koyi Mak com a senyoreta Leung, la professora de classe dels germans Cheng; i Joey Leung com a vicedirector. Jessica Chan i Peter Chan fan un cameo com a mestres de piano de Cheng Yau-kit.

## Producció

### Desenvolupament
El director i escriptor Nick Cheuk va escriure originalment el guió el 2015, basat en la mort d'un amic proper i company de classe d'universitat. Més tard va fer revisions al guió, alterant certs aspectes de les experiències del seu amic per aprofundir en el fenomen preocupant de Suïcidis d'estudiants a Hong Kong. Va completar el primer esborrany el 2019, inicialment titulat "Suicide Note" (遺書). Durant el mateix any, va sol·licitar i va rebre finançament de la "First Feature Film Initiative del Hong Kong Film Development Council". Va dedicar dos anys a reescriure i afinar el guió. El 2020, Derek Yee va tornar a Hong Kong després de rodar a Mongòlia i es va unir a Cheuk per revisar el guió. Cheuk va retitular la pel·lícula com Time Still Turns the Pages, inspirant-se en la lletra de la cançó d'Avenged Sevenfold "So Far Away". El crític de cinema i professor de secundària Chan Kwong-lung també va ser convidat a ser consultor de la pel·lícula. Després del rodatge, Cheuk i Keith Chan, tots dos editors de pel·lícules per primera vegada, van dedicar dos anys més a la postproducció. El 27 de setembre de 2023 es va publicar un tràiler oficial.

### Càsting
El setembre de 2021, poc després d'acabar l'esborrany del guió, Cheuk es va acostar a Siuyea Lo, un amic seu i el seu amic mort, i li va oferir el paper del senyor Cheng. En la configuració original del Sr. Cheng en realitat tenia 40 anys i parlava d'una manera molt més madura. Lo va acceptar el paper al moment després de llegir el guió, i Cheuk va modificar la configuració per ell. A més, Cheuk va triar l'actor còmic Ronald Cheng per al paper d'un pare tossut i abusiu, després de veure l'actuació de Louis Cheung a The Narrow Road i voler treure el costat emocional dels actors que semblen còmics. Cheuk també va triar Henick Chou per interpretar a Vincent, un personatge basat en les seves pròpies experiències de créixer a l'escola, ja que va trobar molt convincents les representacions anteriors de Chou de joves mandrosos. L'actor infantil Sean Wong va guanyar el seu paper mitjançant una audició.

### Rodatge
La fotografia principal va començar el 2021 i va acabar en 19 dies. La majoria de les escenes de l'escola es van filmar a l'Escola Primària Chiu Yang Por Yen, i l'escena de comiat entre Cheng i Sherry es va filmar en una botiga d'art a Sham Shui Po.

## Estrena
Time Still Turns the Pages es va estrenar a la secció Asian New Talent del 25è Festival Internacional de Cinema de Xangai l'11 de juny de 2023. La pel·lícula també es va projectar com a pel·lícula d'obertura del Festival de Cinema Asiàtic de Hong Kong el 13 d'octubre de 2023, i va ser seleccionat a la secció World Focus del 36è Festival Internacional de Cinema de Tòquio. La pel·lícula es va estrenar a les sales el 16 de novembre de 2023 a Hong Kong.

## Rebut

### Taquilla
Time Still Turns the Pages va recaptar inicialment aproximadament 1,93 milions HKD durant el seu primer cap de setmana, sense arribar als tres primers llocs a taquilla. Després de rebre crítiques positives de la crítica, la pel·lícula va veure un augment significatiu i va pujar a 4,15 milions HKD, superant Napoleon, Trolls Band Together, Sound of Freedom, i la producció local In Broad Daylight, assegurant la primera posició a la taquilla. Pel quart cap de sestmana, la pel·lícula va recaptar 16 milions HKD, i va arribar als 25 milions HKD el vuitè cap de setmana, que la converteix en la segona pel·lícula més taquillera del 2023 a Hong Kong. El 19 de febrer de 2024, el total brut de la pel·lícula superava els  27 milions HKD.

### Resposta crítica
Phuong Le de The Guardian va donar a la pel·lícula 3/5 estrelles, elogiant el retrat sensible del director Nick Cheuk de temes tabú com l'abús infantil i la pressió acadèmica, mentre la pel·lícula explorava hàbilment un cicle debilitant de trauma a través de l'entrellaçat. històries d'un professor de secundària i un nen. Edmund Lee de South China Morning Post va donar a la pel·lícula 4/5 estrelles i va elogiar la pel·lícula pel seu poderós impacte emocional, acreditant a Siuyea L'impressionant actuació de Lo com el Sr. Cheng i l'execució d'un gir argumental intel·ligent que transmet capes d'emoció de manera efectiva dins del to punyent i de duresa de cor de la pel·lícula. Mátin Cheung de The Student va donar a la pel·lícula 4/5 estrelles i va reconèixer l'ús reflexiu que fa Cheuk d'una estructura narrativa complexa per revelar les dures realitats del sistema educatiu malaltís de Hong Kong i l’ambient asfixiant a la llar, alhora que desafia els prejudicis del públic, mostrant el talent de la nova generació de cineastes de Hong Kong. Ho Kai-lam, escrivint per a Wen Wei Po, va elogiar la pel·lícula per la seva narració coherent, la seva profunditat emocional i l'exploració estimulant de la ignorància dels pares i la recerca aclaparadora de l'honor, totes lliurades a través de les actuacions excepcionals del repartiment. Estella Huang de Mirror Media va percebre la pel·lícula com una obra profunda i emocionalment ressonant, que explora la infància malenconiosa i les limitacions de l'educació amb profunditat i matisos a través de la navegació experta de Cheuk.

## Premis i nominacions
| Any  | Premi                                                       | Categoria                                | Nominat                          | Resultat  | Ref.          |
| ---- | ----------------------------------------------------------- | ---------------------------------------- | -------------------------------- | --------- | ------------- |
| 2023 | 60ns Premis Cavall d'Or                                     | Millor pel·lícula                        | N/D                              | Nominat   | [ 34 ]        |
| 2023 | 60ns Premis Cavall d'Or                                     | Millor actor secundari                   | Sean Wong                        | Nominat   | [ 34 ]        |
| 2023 | 60ns Premis Cavall d'Or                                     | Millor director novell                   | Nick Cheuk                       | Guanyador | [ 34 ]        |
| 2023 | 60ns Premis Cavall d'Or                                     | Millor guió original                     | Nick Cheuk                       | Nominat   | [ 34 ]        |
| 2023 | 60ns Premis Cavall d'Or                                     | Best Film Editing                        | Keith Chan, Nick Cheuk           | Nominat   | [ 34 ]        |
| 2023 | 60ns Premis Cavall d'Or                                     | Premi del Públic                         | N/D                              | Guanyador | [ 35 ]        |
| 2023 | 60ns Premis Cavall d'Or                                     | Premi FIPRESCI                           | N/D                              | Nominat   | [ 36 ]        |
| 2024 | 30ns Premi de la Societat de Crítics de Cinema de Hong Kong | Millor pel·lícula                        | N/D                              | Nominat   | [ 37 ]        |
| 2024 | 30ns Premi de la Societat de Crítics de Cinema de Hong Kong | Millor director                          | Nick Cheuk                       | Nominat   | [ 37 ]        |
| 2024 | 30ns Premi de la Societat de Crítics de Cinema de Hong Kong | Millor guió                              | Nick Cheuk                       | Nominat   | [ 37 ]        |
| 2024 | 30ns Premi de la Societat de Crítics de Cinema de Hong Kong | Millor actor                             | Sean Wong                        | Nominat   | [ 37 ]        |
| 2024 | 30ns Premi de la Societat de Crítics de Cinema de Hong Kong | Pel·lícula de Mèrit                      | N/D                              | Guanyador | [ 37 ]        |
| 2024 | 17ns Asian Film Awards                                      | Millor actor secundari                   | Sean Wong                        | Nominat   | [ 38 ]        |
| 2024 | 17ns Asian Film Awards                                      | Millor director novell                   | Nick Cheuk                       | Guanyador | [ 38 ]        |
| 2024 | 17ns Asian Film Awards                                      | Millor muntatge                          | Nick Cheuk, Keith Chan           | Nominat   | [ 38 ]        |
| 2024 | Premis del Sindicat de Guionistes de Hong Kong 2023         | Millor personatge de pel·lícula de l'any | Sean Wong                        | Nominat   | [ 39 ]        |
| 2024 | 42ns Premis de Cinema de Hong Kong                          | Millor pel·lícula                        | N/D                              | Nominat   | [ 40 ] [ 41 ] |
| 2024 | 42ns Premis de Cinema de Hong Kong                          | Millor director                          | Nick Cheuk                       | Nominat   | [ 40 ] [ 41 ] |
| 2024 | 42ns Premis de Cinema de Hong Kong                          | Millor guió                              | Nick Cheuk                       | Nominat   | [ 40 ] [ 41 ] |
| 2024 | 42ns Premis de Cinema de Hong Kong                          | Millor actor                             | Siuyea Lo                        | Nominat   | [ 40 ] [ 41 ] |
| 2024 | 42ns Premis de Cinema de Hong Kong                          | Millor actor secundari                   | Sean Wong                        | Nominat   | [ 40 ] [ 41 ] |
| 2024 | 42ns Premis de Cinema de Hong Kong                          | Millor actriu secundària                 | Rosa Maria Velasco               | Nominat   | [ 40 ] [ 41 ] |
| 2024 | 42ns Premis de Cinema de Hong Kong                          | Millor actor novell                      | Curtis Ho                        | Nominat   | [ 40 ] [ 41 ] |
| 2024 | 42ns Premis de Cinema de Hong Kong                          | Millor fotografia                        | Meteor Cheung                    | Nominat   | [ 40 ] [ 41 ] |
| 2024 | 42ns Premis de Cinema de Hong Kong                          | Millor muntatge                          | Keith Chan, Nick Cheuk           | Nominat   | [ 40 ] [ 41 ] |
| 2024 | 42ns Premis de Cinema de Hong Kong                          | Millor direcció artística                | Irving Cheung                    | Nominat   | [ 40 ] [ 41 ] |
| 2024 | 42ns Premis de Cinema de Hong Kong                          | Millor banda sonora original             | Hanz Au, Iris Liu, Jolyon Cheung | Nominat   | [ 40 ] [ 41 ] |
| 2024 | 42ns Premis de Cinema de Hong Kong                          | Millor director novell                   | Nick Cheuk                       | Guanyador | [ 40 ] [ 41 ] |